# Hincksella sibogae
Hincksella sibogae is een hydroïdpoliep uit de familie Syntheciidae. De poliep komt uit het geslacht Hincksella. Hincksella sibogae werd in 1918 voor het eerst wetenschappelijk beschreven door Billard. 